# Comité Estatal de Estadística de la República de Azerbaiyán
El Comité Estatal de Estadística de la República de Azerbaiyán (en azerí: Azərbaycan Respublikası Dövlət Statistika Komitəsi) es un órgano estatal a la autoridad de Gabinete de los Ministros de la República de Azerbaiyán. Es responsable de recoger y compilar datos estadísticos sobre Azerbaiyán, los ciudadanos azerbaiyanos, demografía, recursos, economía, geográfia y cultura. Fue fundado el 18 de febrero de 1994 y su sede está ubicada en Bakú. El jefe del Comité es Tahir Budagov (desde 13 de agosto de 2015).

## Historia
Las primeras oficinas de estadística se fundaron en Azerbaiyán, después de que este país se incorporara al Imperio ruso, y en un principio se crearon y funcionaron en Shamaji entre 1846 y 1859, en Bakú a partir de 1859 y en Ganja a partir de 1867. Hasta 1917, los datos estadísticos se presentaban en 20 a 27 tablas y contenían información sobre población, mano de obra, mercados laborales, número de fábricas y plantas, datos agrícolas, precios de productos básicos, datos militares, etc.
Con la creación de la República Democrática de Azerbaiyán, las autoridades intentaron crear una oficina centralizada para la recopilación de datos estadísticos, pero sólo lograron establecer oficinas de estadística separadas dentro de varios ministerios, como el Ministerio de Propiedad Estatal el 15 de noviembre de 1918, y dentro del Departamento de Tierras del Ministerio de Agricultura en julio de 1919.
Tras el establecimiento del régimen soviético el 8 de julio de 1920, Nariman Narimanov creó un colegio provisional de estadística dentro del Comité Revolucionario de Azerbaiyán. A partir de 1924, se crearon organismos regionales de estadística en cada región. En 1928, el Consejo de Comisarios del Pueblo de la RSS de Azerbaiyán aprobó un nuevo estatuto para la creación del Departamento Central de Estadística. En 1948, el Departamento Central de Estadística fue transferido al Gabinete de Ministros de Azerbaiyán. En 1987, el Departamento Central de Estadística se transformó en el Comité Estatal de Estadística de la RSS de Azerbaiyán y su estatuto fue aprobado por el Consejo de Ministros en marzo de 1988.
El 18 de febrero de 1994, el Presidente de Azerbaiyán independiente, Heydar Alíyev, firmó la Ley de Estadística por la que se crea el Comité Estatal de Estadística de la República de Azerbaiyán.